# Dircenna euchytma
Dircenna euchytma är en fjärilsart som beskrevs av Felder 1865. Dircenna euchytma ingår i släktet Dircenna och familjen praktfjärilar. Inga underarter finns listade i Catalogue of Life.